# 창포중학교
창포중학교(昌浦中學校)는 대한민국 경상북도 포항시 북구 창포동에 있는 공립 중학교이다.

## 학교 연혁
- 1991년 12월 3일 : 창포중학교 설립 인가(학년당 10학급, 계 30학급)
- 1994년 2월 8일 : 신입생 8학급 편성 및 배정(남 198명, 여 198명 계 396명)
- 1994년 3월 1일 : 초대 한영철 교장 취임
- 1994년 3월 5일 : 개교 입학식 거행(남 4학급, 여 4학급)
- 1996년 12월 30일 : 4층 15교실 준공(본관 51실 완공)
- 2010년 1월 15일 : 장애인 편의시설 준공, 음악실ㆍ미술실 현대화
- 2013년 4월 22일 : 다목적 강당 준공
- 2017년 2월 23일 : 역도실 설치
- 2019년 3월 1일 : 2019년 소프트웨어(SW)교육 선도학교 선정
- 2022년 9월 1일 : 제14대 구자룡 교장 부임
- 2023년 3월 2일 : 2023학년도 입학식 거행(241명)
- 2024년 2월 6일 : 제28회 졸업식 거행(졸업생 208명)

## 참고 자료
- 창포중학교 - 한국교육학술정보원 학교알리미